# Само да рата не буде
Само да рата не буде је песма Ђорђа Балашевића из 1987. године.

## Настанак песме
Само да рата не буде је песма са албума У твојим молитвама - Баладе, са уживо песмама са концерата из Сарајева, Загреба, Београда и Новог Сада. Снимљена са хором деце из вртића „Соња Маринковић” и ОШ „Ђ. Натошевић”. Хор су чинила деца: Соња Добрић, Иван Обрадовић, Јелена и Јована Јакић, Ивана Марица, Јелена Терзић, Сенка Божиновић, Александра Зокић, Нада Радосављевић, Ивана Николић, Бојана Јовчић, Оливера Папастијевић, Душан Гашић, Марија Мишковић, Горан Костић, Илинка Радић, Бобан Илић и Милан Видовић. Настала је у јуну 1987. године у студију ПГП РТБ у Новом Саду. Аутор музике и текста је Ђ. Балашевић, аранжман је радио Александар Дујин, а продуцент је био Ђорђе Петровић.
Када сам написао Само да рата не буде, моји блиски пријатељи су ме назвали вешцем. И мени је све то деловало апстрактно. На памет ми није падао прави рат. Постојао је неки предосећај, инстинкт који ме је на то припремао. То су необјашњиве ствари. То су сигурно неке честице прашине које сам покупио на својим путовањима кроз ко зна која времена. Али нисам певао да би ми једног дана неко рекао – био си у праву, него зато што сам сматрао, и данас сматрам, да је тај рат бесмислена ствар.— Ђ. Балашевић
Данас се песма сматра предсказањем за ратове који су наступили услед распада Југославије деведесетих година, иако је писана за Змајеве дечје игре 1987. године. Нумеру је отпевала и Јована Балашевић, Балашевићева ћерка на музичком фестивалу неколико година пре почетка рата.

## Антиратна песма
Ја знам да ће све ово бити готово оног тренутка када схватимо да они који руше градове, који силују, руше мостове, пљачкају, да су сви они на једној страни, без обзира под којом заставом се тренутно крију. Сви су они на једној страни.— Ђ. Балашевић, Балашевићеве протестне песме су и данас актуелне, вечита жеља: Живети слободно, 021.rs, дана 5. јануара 1994. на београдском концерту у Сава центру
Део текста Улица Бране Ћосића и сузе на врху носића, деветсто осамдесета указује на годину када је Балашевић отишао у војску.
У данашње време песму често изводе дечији хорови због своје антиратне и пацифистичке поруке. Само да рата не буде Ђорђа Балашевића је химна мировног кампа Одмор од рата који се одржава од 1994. године у Неуму, који је основао Савет за основна људска права и демократију из Немачке.  Велику пажњу добио је снимак учесника овог кампа када су деца из Сомбора, Вуковара, Сребренице, Тузле и Горњег Вакуфа отпевала ову песму.
Године 2016. запажено је било и извођење Само да рата не буде учеснице такмичења Пинкове звездице Дарије Врачевић, те она је изведбу поновила као гост на концерту Харија Варешановића у Новом Саду.
Диригент Мехмед Бајрактаревић направио је музичко-сценски перформанс уз песму Само да рата не буде, који је 1. пут изведен 1997. године на отварању Основне музичке школе Илиџа. Најпознатији наступ ове представе десио се 2018. године, на позив председника Општине Пљевља Мирка Ђачића, поводом отварања Дома културе. Мехмедова обрада песме са хором од 1000 деце Сарајева објављена је на музичким платформама 2019. године са поптисом омаж Сарајлији Ђолету.
Године 2018. је песма поклоњена од стране Балашевића за потребе документарног филма Кели, који говори о животу Желимира Видовића, фудбалског репрезентативца бивше Југославије, који је погинуо за време рата у Босни и Херцеговини.
Године 2022. у школи Брчанска Малта у Тузли је, поводом 49 година постојања, изведена поменута нумера од стране 600 малишана, како би послали поруку мира и љубави.
Када је почела инвазија Русије на Украјину 2022. године, песма се нашла у хрватском трендингу на Јутјубу. Група културно-уметничког друштва Словенске душе, коју су чинили Украјинци, Белоруси и Руси из Источне Украјине, послала је фотографију Алекси Балашевићу, сину Ђ. Балашевића, на којој су чланови друштва са плакатом, на ком су били стихови Само да рата не буде, лудила међу људима, на улици Мирнограда у Доњецкој области.

## Контроверзе
Деведесетих година 20. века СПС је употребљавао песму Само да рата не буде у свом предизборном споту, што је Балашевић критиковао. Такође, 1993. године осуђивао коришћење исте песме на српској телевизији, када је коришћена као позадинска музика уз снимке из ратова поводом Међународног дана мира.